# مقاطعة ليك (كولورادو)
مقاطعة ليك (بالإنجليزية: Lake County)‏ هي إحدى مقاطعات ولاية كولورادو في الولايات المتحدة الأمريكية.